# دابوهية (دار خوين)
دابوهية (بالفارسية: دابوهیه) هي منطقة سكنية تقع في إيران في قسم دار خوين الريفي. يقدر عدد سكانها بـ 198 نسمة بحسب إحصاء 2016.